# Ptochophyle ptolegenes
Ptochophyle ptolegenes là một loài bướm đêm trong họ Geometridae.